# Collonges-au-Mont-d'Or
Pour les articles homonymes, voir Collonges.
Collonges-au-Mont-d'Or est une commune française intégrée à la collectivité territoriale de la métropole de Lyon, dans le département du Rhône en région Auvergne-Rhône-Alpes.

## Géographie

### Situation

Vue générale depuis Caluire-et-Cuire, début du XXe siècle.

Lovée dans une boucle de la Saône, la commune s'étage sur le flanc oriental du mont Cindre, dessinant une conque qui s'adoucit en plateau puis s'étale dans la plaine de Varennes dont le coude s'accompagne d'un croissant vert, l'île Roy.

### Communes limitrophes

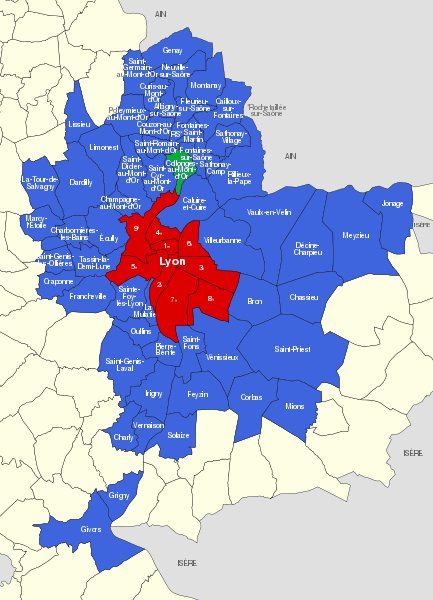
Collonges-au-Mont-d'Or
Lyon
Grand Lyon
Autres communes du Rhône

Il y a sur la rive droite de la Saône :
- Saint-Romain-au-Mont-d'Or
- Saint-Cyr-au-Mont-d'Or
- Lyon 9e arrondissement (Saint-Rambert)

et sur la rive gauche :
- Rochetaillée-sur-Saône
- Fontaines-sur-Saône
- Caluire-et-Cuire

### Hydrographie
La commune est bordée à l'est par la Saône.

### Climat
Pour des articles plus généraux, voir Climat d'Auvergne-Rhône-Alpes et Climat du Rhône.
En 2010, le climat de la commune est de type climat océanique altéré, selon une étude du Centre national de la recherche scientifique s'appuyant sur une série de données couvrant la période 1971-2000. En 2020, Météo-France publie une typologie des climats de la France métropolitaine dans laquelle la commune est dans une zone de transition entre le climat semi-continental et le climat de montagne et est dans la région climatique  Bourgogne, vallée de la Saône, caractérisée par un bon ensoleillement (1 900 h/an), un été chaud (18,5 °C), un air sec au printemps et en été et des vents faibles.
Pour la période 1971-2000, la température annuelle moyenne est de 11,8 °C, avec une amplitude thermique annuelle de 18,1 °C. Le cumul annuel moyen de précipitations est de 843 mm, avec 8,8 jours de précipitations en janvier et 6,3 jours en juillet. Pour la période 1991-2020, la température moyenne annuelle observée sur la station météorologique de Météo-France la plus proche, « Lyon-Bron », sur la commune de Bron à 11 km à vol d'oiseau, est de 13,0 °C et le cumul annuel moyen de précipitations est de 820,8 mm,. Pour l'avenir, les paramètres climatiques de la commune estimés pour 2050 selon différents scénarios d'émission de gaz à effet de serre sont consultables sur un site dédié publié par Météo-France en novembre 2022.

### Voies de communication et transports

#### Desserte routière
La commune est desservie dans sa partie basse par la départementale 51, qui longe la Saône, et dans sa partie haute par la départementale 89, qui relie Saint-Cyr à Saint-Romain. La départementale 51 comprend des bandes cyclables dans les deux sens sur toute sa longueur dans la traversée de la commune.

#### Transports ferroviaires

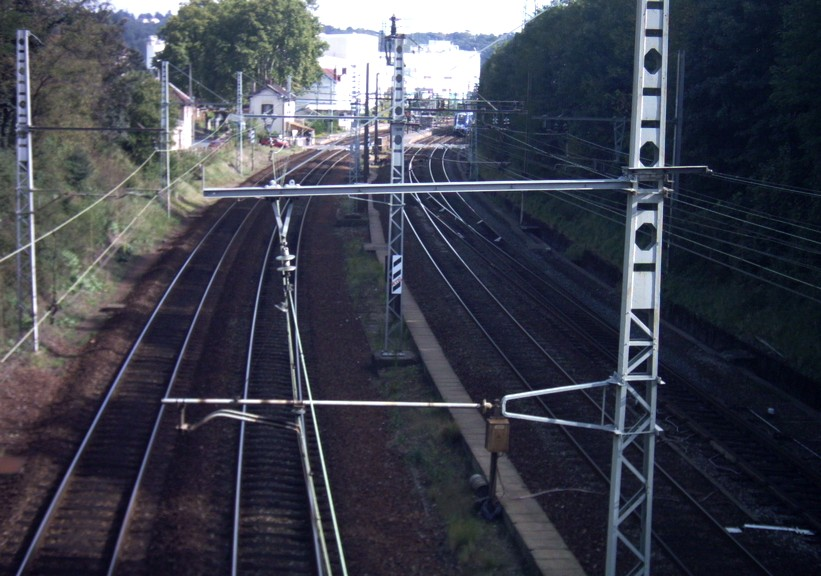
La gare de Collonges-Fontaines vue du nord, avec un TER à l'arrêt.

La commune abrite la gare de Collonges-Fontaines permettant d'assurer une desserte de type banlieue aux horaires cadencés depuis le 9 décembre 2007, et qui relie la commune à Vienne, via la gare de Lyon-Perrache et Mâcon, via Villefranche-sur-Saône, toutes les heures et à la demi-heure en période de pointe, et les gares de Lyon-Part-Dieu et la ville de Roanne.

#### Transports en commun
La commune est située sur le trajet de la ligne de bus 43 des TCL (Gare de Vaise à Genay Proulieu), qui emprunte la départementale 51 le long de la Saône. Le cœur de la commune est également desservi par la ligne 71 au départ de la gare de Vaise. La ligne 31 (Perrache-Cité Edouard-Herriot) circule à la limite de la commune.

## Urbanisme

### Typologie
Au 1er janvier 2024, Collonges-au-Mont-d'Or est catégorisée grand centre urbain, selon la nouvelle grille communale de densité à sept niveaux définie par l'Insee en 2022.
Elle appartient à l'unité urbaine de Lyon, une agglomération inter-départementale regroupant 123 communes, dont elle est une commune de la banlieue,,. Par ailleurs la commune fait partie de l'aire d'attraction de Lyon, dont elle est une commune du pôle principal,. Cette aire, qui regroupe 397 communes, est catégorisée dans les aires de 700 000 habitants ou plus (hors Paris),.

### Occupation des sols
L'occupation des sols de la commune, telle qu'elle ressort de la base de données européenne d’occupation biophysique des sols Corine Land Cover (CLC), est marquée par l'importance des territoires artificialisés (77,8 % en 2018), en augmentation par rapport à 1990 (67,1 %). La répartition détaillée en 2018 est la suivante : zones urbanisées (64 %), eaux continentales (12,9 %), zones industrielles ou commerciales et réseaux de communication (7,2 %), espaces verts artificialisés, non agricoles (6,6 %), prairies (6,5 %), forêts (1,8 %), zones agricoles hétérogènes (1 %). L'évolution de l’occupation des sols de la commune et de ses infrastructures peut être observée sur les différentes représentations cartographiques du territoire : la carte de Cassini (XVIIIe siècle), la carte d'état-major (1820-1866) et les cartes ou photos aériennes de l'IGN pour la période actuelle (1950 à aujourd'hui).

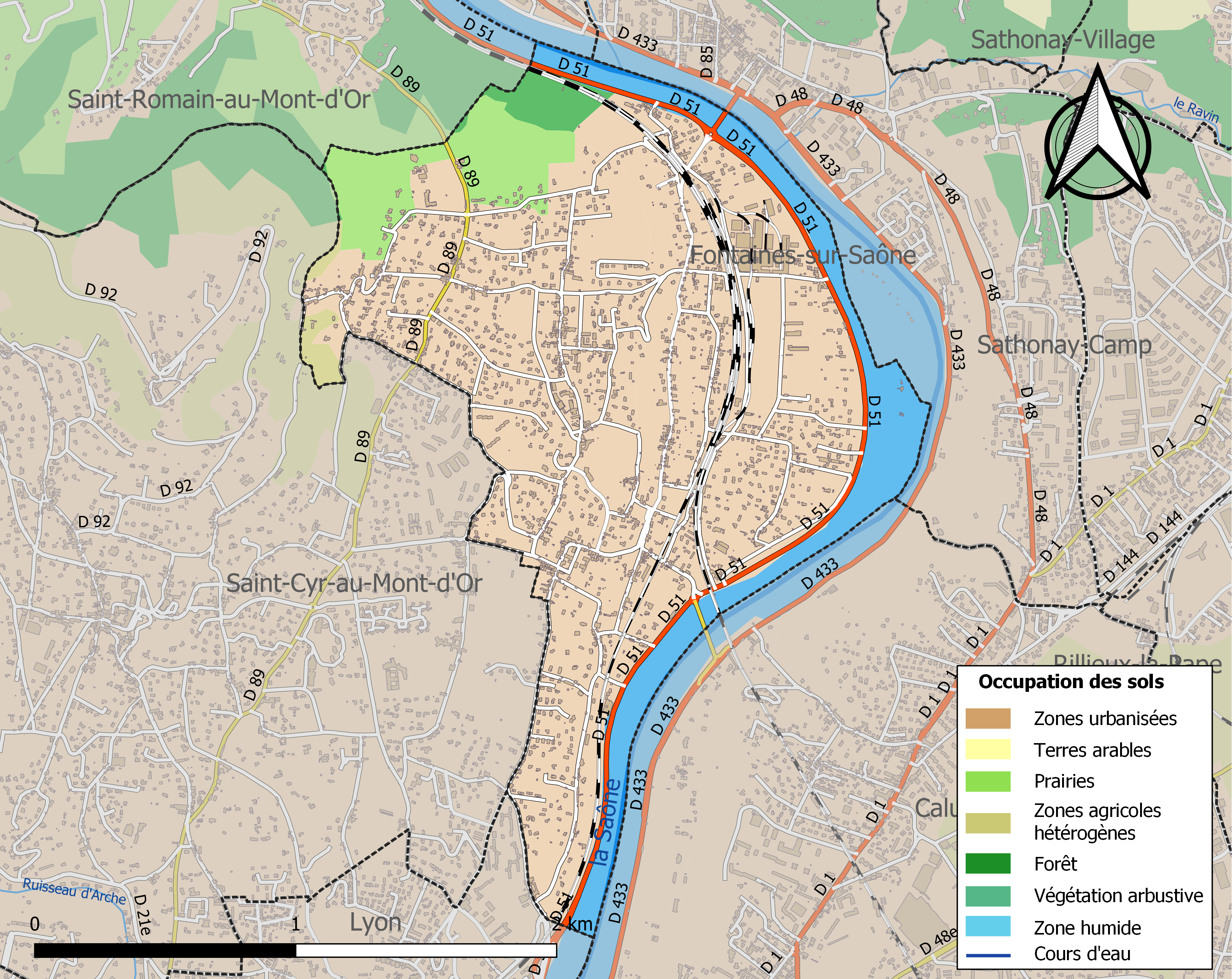
Carte des infrastructures et de l'occupation des sols de la commune en 2018 (CLC).

## Toponymie
Le nom de la paroisse de Collonges fait son apparition sous la forme de Colonias en 1004, de Colungiis en 1176, de Colungias en 1201, pour arriver aux altas et bassas Colungias, « hautes et basses Colonges », puis à la forme plus récente de Colonge et enfin Collonges.
Le paysan libre obtenait le droit de s'établir dans une colonica dont il était le colon.

Dès le VIIIe siècle sont apparues des colonicæ.

## Héraldique
| Blason de Collonges-au-Mont-d'Or | Blason  | D’azur à la chaîne de montagnes de trois sommets d’or chargée d’une maison d’argent essorée de gueules brochant en partie sur l'azur; au chef cousu de gueules chargé d'un lion issant d'argent. |
| Blason de Collonges-au-Mont-d'Or | Détails | Le statut officiel du blason reste à déterminer. |

## Histoire

### Époque romaine et Bas Empire
Depuis le Tourvéon, longeant le chemin de Poizat jusqu'à la rue Gayet, l'aqueduc traverse la commune de part en part. On a trouvé, sous la fontaine d'Epeluis à Chavannes, un buste d'officier romain et à la Chaux, un bronze de Tibère ainsi qu'une plaque mortuaire. Le tracé orthogonal des principaux chemins semble lui-même conserver la trace de cette colonisation romaine qui a imprimé sur le territoire gaulois sa géométrie. Au Bas Empire, les grands propriétaires, souvent des vétérans, font cultiver leur terre par des paysans libres ou « colons ».

### Renaissance carolingienne
Lorsque sont créés les chapitres des chanoines, un inventaire dressé par l'archevêque Leidrade énumère encore ces colonges qui deviendront les tenures féodales, parcelles soumises à redevance. Ce même Leidrade est à l'origine de la restauration de la puissante abbaye bénédictine de l'Île Barbe, dont dépendra juridiquement une grande partie de Collonges.

### Moyen Âge
La mise en valeur du terroir doit beaucoup aux moines qui poursuivent les défrichements gallo-romains et plantent ces champêtres haies d'aubépine, peu à peu remplacées par les murs des clos bourgeois. Parmi les familles qui jouent un rôle important à cette époque, citons les Mont-d'Or, les Collonges, les Tourvéon et les Chavannes.
En 1183, le pape Lucius III confirme l'abbé Guichard dans sa possession de l'église Saint-Nizier tandis que les villageois de Saint-Cyr sèment le trouble chez les Collongeards, lorsqu'ils célèbrent la fête de leur patron Saint Clair, associé aux vertus de l'eau. En 1388, la livre de la taille payée par les bourgeois, appelée ici le vaillant, enregistre une dizaine de tenanciers lyonnais détenant maison et hommées de vigne à Colonges les Autes. En 1486, le sire de Beaujeu ayant installé une benne (pêcherie clayonnée de pieux) dans la Saône, se voit intenter un procès pour avoir manqué de causer le naufrage d'un bateau chargé de saule à paisseler les vignes, appartenant au Collongeard C. Vignat.

### DuXVIesiècleà la Révolution française
Au XVIe et XVIIe siècles, les habitants sont laboureurs, vignerons et parfois tisserands. Dès 1790, le corps municipal élit le premier maire de la commune avant d'envisager la construction d'une maison commune.

### XIXesiècle
La population est descendue grossir le hameau de Trèves-Pâques où se regroupent les premiers commerçants, et celui de Basses-Collonges qui verra naître un vrai centre municipal avec une mairie-école. La construction de la nouvelle église en 1842 suscite le délaissement de celle du vieux Collonges avec descente de la cloche, ce qui n'est pas sans causer des tensions. La révolution des transports, train, bateaux à vapeur, facilite la venue des marins d'eau douce que débarque une flottille de mouches et de guêpes. Avec ses guinguettes, dont l'une entame un glorieux destin, celle de la famille Paul Bocuse, Collonges est devenu faubourg de Lyon. c'est aussi le « paradis terrestre » de riches négociants qui le constellent de manoirs de tous styles.

### XXesiècle
On procède à divers aménagement comme l'adduction d'eau, les égouts, l'éclairage public, qui apportent la modernité tandis que l'industrie chimique investit la plaine de Varennes. Peu à peu s'effacent les cultures maraîchères et fruitières, la vigne, qui couvrait encore 6 hectares en 1970, tandis que les lotissements rongent les grandes propriétés. Une nouvelle école est construite en 1997 et le hameau de Trèves-Pâques accueille un programme de petits immeubles collectifs et de nouveaux commerces pour conforter le centre du village.

### XXIesiècle
Le Grand Lyon disparait le 1er janvier 2015, et laisse place à la collectivité territoriale de la métropole de Lyon. La commune quitte ainsi le département du Rhône.

## Politique et administration

### Administration municipale
| Période                                  | Période      | Identité             | Étiquette | Qualité                                           |
| ---------------------------------------- | ------------ | -------------------- | --------- | ------------------------------------------------- |
| 1837                                     | 1848         | Jean-Pierre Arnaudet |           |                                                   |
| 1848                                     | 1848         | Louis-Étienne Blanc  |           |                                                   |
| 1848                                     | 1849         | Georges Debombourg   |           |                                                   |
| 1849                                     | 1850         | Jean-Claude Genevay  |           | Adjoint, faisant fonctions                        |
| 1850                                     | 1852         | Philippe Bonnet      |           |                                                   |
| 1852                                     | 1870         | François Morel       |           | Marchand de charbon                               |
| 1870                                     | 1881         | César Paulet         |           |                                                   |
| 1881                                     | 1881         | Jean Décrand         |           | Marchand épicier                                  |
| 1881                                     | 1892         | François Bouthenet   |           |                                                   |
| 1892                                     | 1901         | Michel Schnurr       |           | Propriétaire                                      |
| décembre 1901                            | octobre 1944 | Pierre Pays          |           | Propriétaire, entrepreneur de maçonnerie          |
| octobre 1944                             | mars 1983    | Michel-Edmond Cretin | DVD       | Suppléant du député Frédéric Dugoujon (1973-1978) |
| mars 1983                                | juin 1995    | Michel Cretin        |           |                                                   |
| juin 1995                                | avril 2014   | Michel Reppelin      | DVD       | Ingénieur chimiste Vice-président du Grand Lyon   |
| avril 2014                               | octobre 2015 | Claude Reynard       | UMP-LR    | Retraitée Démissionnaire                          |
| octobre 2015                             | En cours     | Alain Germain        | DVD       | Commerçant Réélu pour le mandat 2020-2026         |
| Les données manquantes sont à compléter. |              |                      |           |                                                   |

### Intercommunalité
Collonges-au-Mont-d'Or est membre du syndicat mixte Plaines Monts d'Or ainsi que du syndicat de communes Saône Mont d'Or.

### Jumelages
- Illhaeusern (France) depuis 1967

## Population et société

### Démographie
L'évolution du nombre d'habitants est connue à travers les recensements de la population effectués dans la commune depuis 1793. Pour les communes de moins de 10 000 habitants, une enquête de recensement portant sur toute la population est réalisée tous les cinq ans, les populations de référence des années intermédiaires étant quant à elles estimées par interpolation ou extrapolation. Pour la commune, le premier recensement exhaustif entrant dans le cadre du nouveau dispositif a été réalisé en 2005.

En 2022, la commune comptait 4 604 habitants, en évolution de +13,57 % par rapport à 2016 (Rhône : +3,93 %, France hors Mayotte : +2,11 %).
| 1793  | 1800 | 1806 | 1821 | 1831 | 1836 | 1841  | 1846  | 1851 |
| ----- | ---- | ---- | ---- | ---- | ---- | ----- | ----- | ---- |
| 1 100 | 942  | 788  | 753  | 904  | 954  | 1 023 | 1 030 | 939  |

| 1856 | 1861  | 1866  | 1872  | 1876  | 1881  | 1886  | 1891  | 1896  |
| ---- | ----- | ----- | ----- | ----- | ----- | ----- | ----- | ----- |
| 963  | 1 026 | 1 058 | 1 107 | 1 198 | 1 270 | 1 315 | 1 450 | 1 459 |

| 1901  | 1906  | 1911  | 1921  | 1926  | 1931  | 1936  | 1946  | 1954  |
| ----- | ----- | ----- | ----- | ----- | ----- | ----- | ----- | ----- |
| 1 640 | 1 575 | 1 558 | 1 553 | 1 718 | 1 884 | 1 758 | 1 913 | 2 318 |

| 1962  | 1968  | 1975  | 1982  | 1990  | 1999  | 2005  | 2006  | 2010  |
| ----- | ----- | ----- | ----- | ----- | ----- | ----- | ----- | ----- |
| 2 542 | 2 662 | 2 786 | 2 824 | 3 165 | 3 420 | 3 583 | 3 775 | 3 790 |

| 2015  | 2020  | 2022  | - | - | - | - | - | - |
| ----- | ----- | ----- | - | - | - | - | - | - |
| 4 012 | 4 448 | 4 604 | - | - | - | - | - | - |

### Enseignement
Collonges-au-Mont-d'Or est située dans l'académie de Lyon.

### Sports
La commune abrite un club de football, le FC Saint-Cyr-Collonges club ainsi qu'un club de basketball, l'AS Collonges Basket (ou ASCB) créé en 1945. Le club joue dans un gymnase, sur les quais de Saône. Sur ces quais se trouvent également deux courts de tennis où jouent les membres du Tennis Club de Collonges.

## Économie

### Revenus de la population et fiscalité
En 2010, le revenu fiscal médian par ménage était de 50 719 € ce qui plaçait Collonges-au-Mont-d'Or au 255e rang parmi les 31 525 communes de plus de 39 ménages en métropole.

## Culture locale et patrimoine

### Lieux et monuments

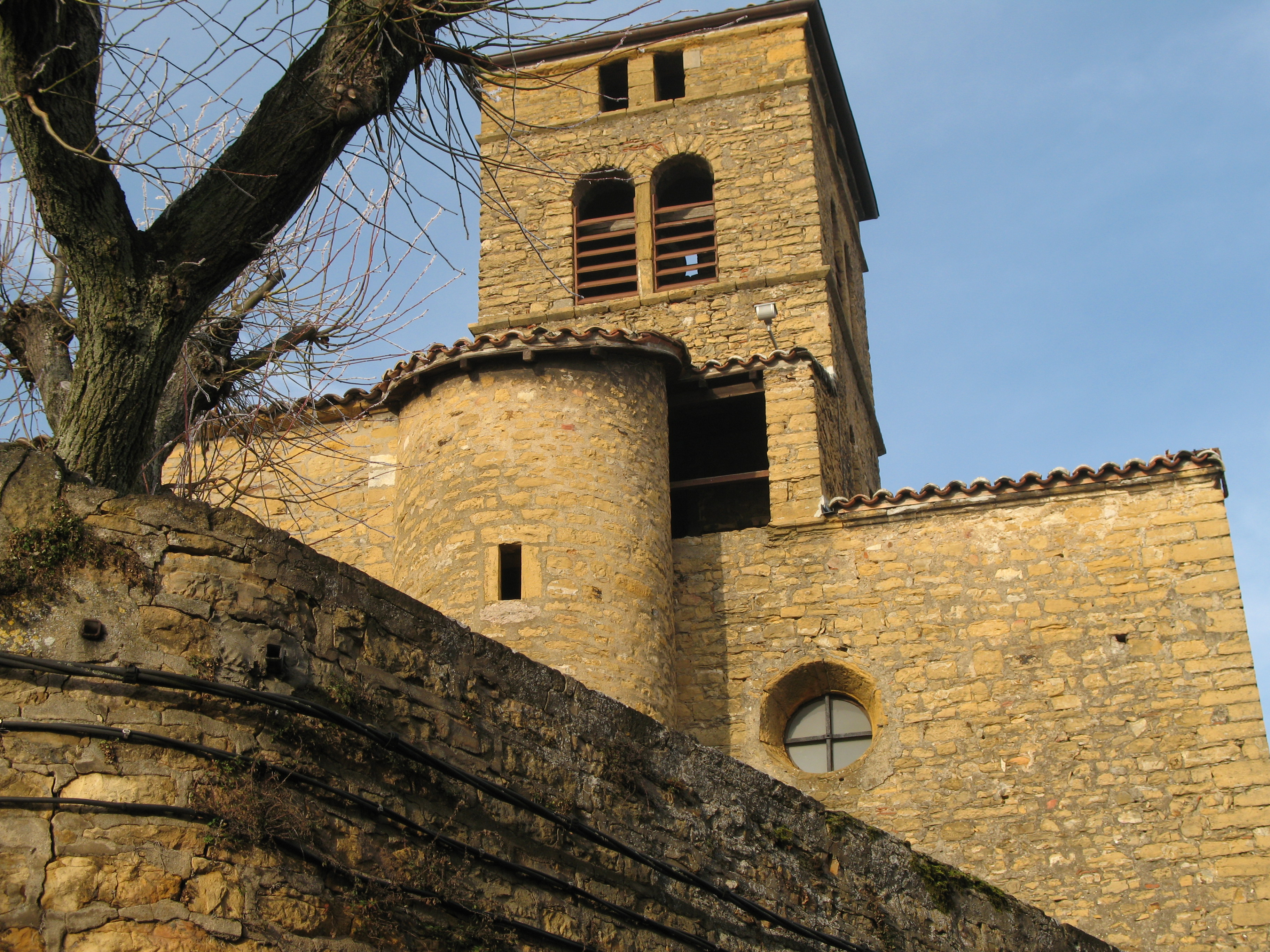
Église Saint-Nizier.

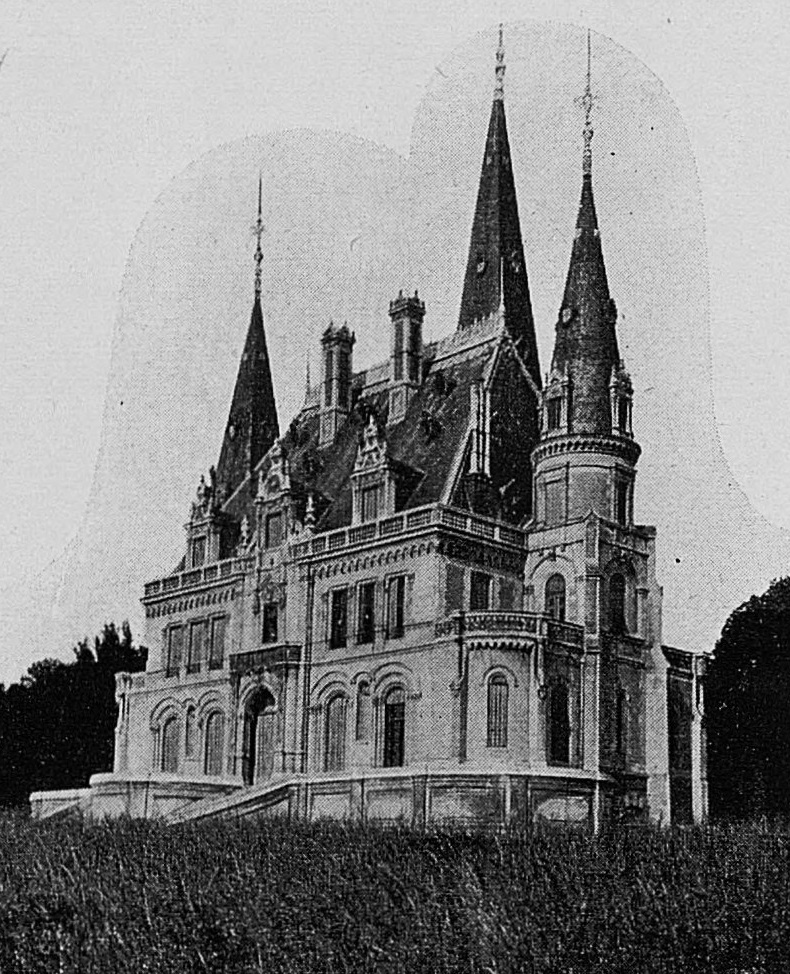
Le château de la Chaux au début du XXe siècle.

- Église romane Saint-Nizier, dans le Vieux Collonges
- Nouvelle église, construite en 1842.
- Maison forte de Chavannes (dont il reste une ancienne porte) ; remaniée au XVIe siècle.
- Château-Perret
- Château du Tourvéon
- Domaines bourgeois :
  - Montgelas (XVIIe siècle)
  - Maison Michel, dite « Le Pavillon » (XVIIe siècle) : des quatre pavillons qu'avait fait élever C. Josserand, un seul subsiste, couronné d'une balustrade et de pots à feu dans le style versaillais
  - la Plassonnière (1740) : confortable maison de plaisance de C. Rocher, châtelain de l'abbaye de l'Île Barbe. La demeure a été construite par Marie Marthe Cidran en 1740, bourgeoise de Lyon[23].
  - la Pelonnière (1804) : de la construction d'origine également baptisée « Ermitage du Mont d'Or » ou « Folie Guillaud », du nom de son commanditaire, il reste un grand bâtiment mansardé, une colonne torsadée sommée de la statue de Marc Aurèle, une arche en blocs de tuf et un obélisque en pierre ocre et brique. Par arrêté du 13 janvier 2017 ont été classés au titre des monuments historiques[24] « le jardin et toutes les parcelles sur lesquelles il se trouve, le réseau hydraulique, le mur de clôture, l'ensemble des stations conservées, les mouvements de terre, terrassements et vestiges maçonnés, la chapelle domestique et son décor, les ruines d'une ancienne chapelle, la serre, le portail d'accès, ainsi que tous les vestiges à découvrir »[25].
  - le Grand Port (1810) : ce clos fut bâti par le distillateur et maire J. Bergier ; c'est le soyeux Chomer qui fit dessiner la grande allée carrossable menant jusqu'au perron et sans doute le parc, dans la seconde moitié du XIXe siècle ; en 1945, le domaine est transformé en maison de repos.
  - Maison Fenet (1997) : dessinée par C. Miguet, elle se présente comme un ample vaisseau curviligne porté par de grands poteaux de bois
- Croix de fer, dite « des deux Valensot » (famille de tailleurs de pierre), au socle daté de 1609.
- Lavoirs de Braizieux et de Chavannes
- Île Roy
- Source de Montgelas
- Le lavoir de Braizieux a fait l’objet d’une restauration dans les années 1990. Le sol du lavoir est carrelé comme dans tous les lavoirs des Mont d’Or. Il y a une galerie de dérivation qui alimente le lavoir en eau à partir de deux puits source. L’eau suinte le long des parois et est collectée par un bassin qui déborde dans une rigole. À l’origine, le toit était en impluvium, à la mode romaine (quatre pans tournés vers l’intérieur ce qui envoie l’eau de pluie dans le bassin). Le lavoir gênait le passage des chars, au XIXe siècle il a été raccourci pour élargir le chemin de Braizieu.

La croix au-dessus de la fontaine, est là pour bien signaler qu’il ne s’agit pas d’une source, mais d’eau captée par l’homme depuis un sous-sol aquifère. Le site a été aménagé depuis très longtemps mais la configuration actuelle date de la fin du XIXe siècle. L’eau de cette fontaine a la réputation de guérir les maladies des yeux, d’où le nom de Braizieux (Brai- Zieux).
La galerie est colonisée par un papillon de nuit : Scoliopteryx libatrix. Il passe huit à dix mois dans la grotte.
- Anciennes carrières
- Le principal restaurant de Paul Bocuse se trouve à Collonges-au-Mont-d'Or, sur les quais de la Saône. Il est régulièrement inondé lors des crues de la rivière.

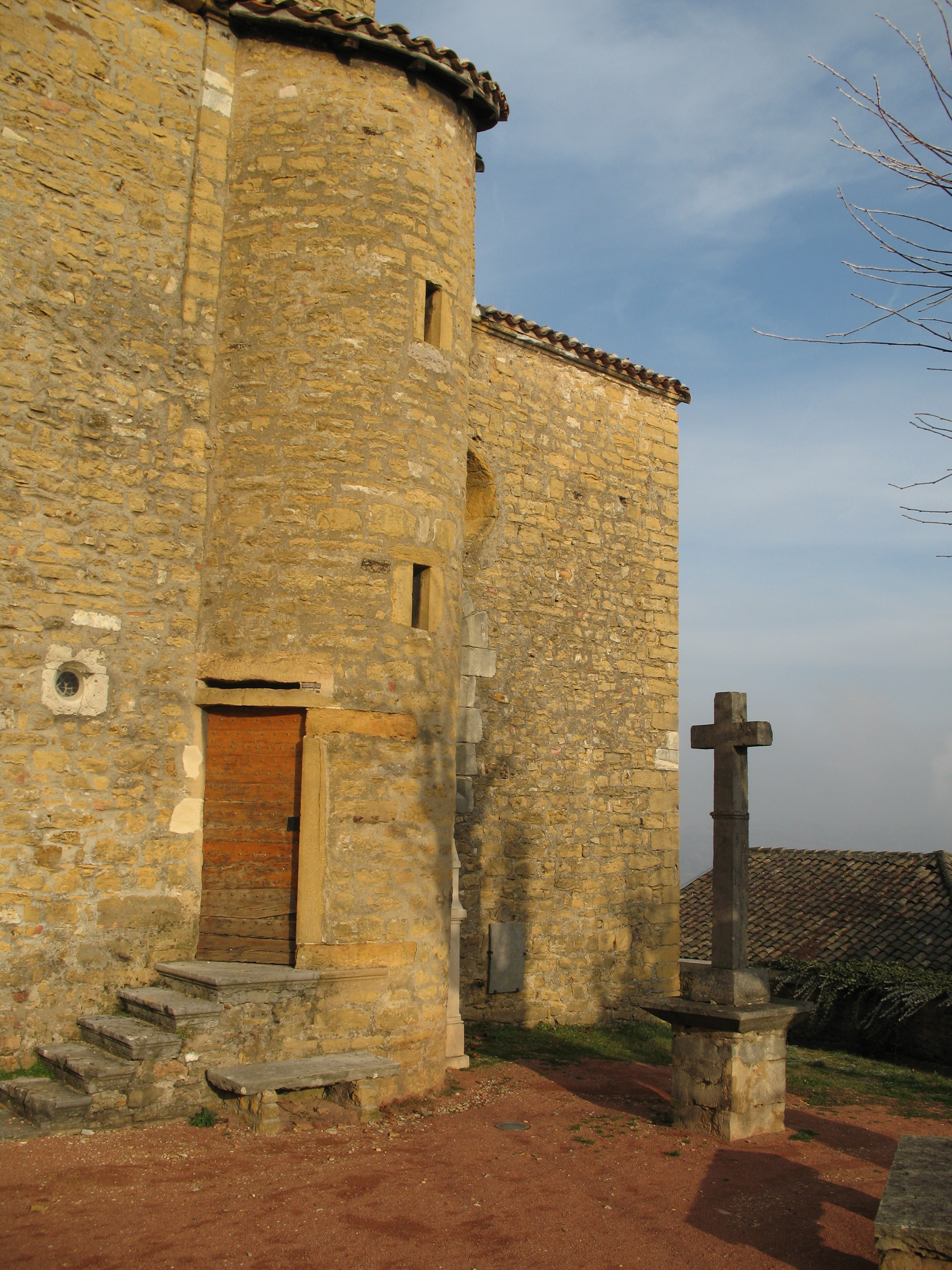
Saint-Nizier.
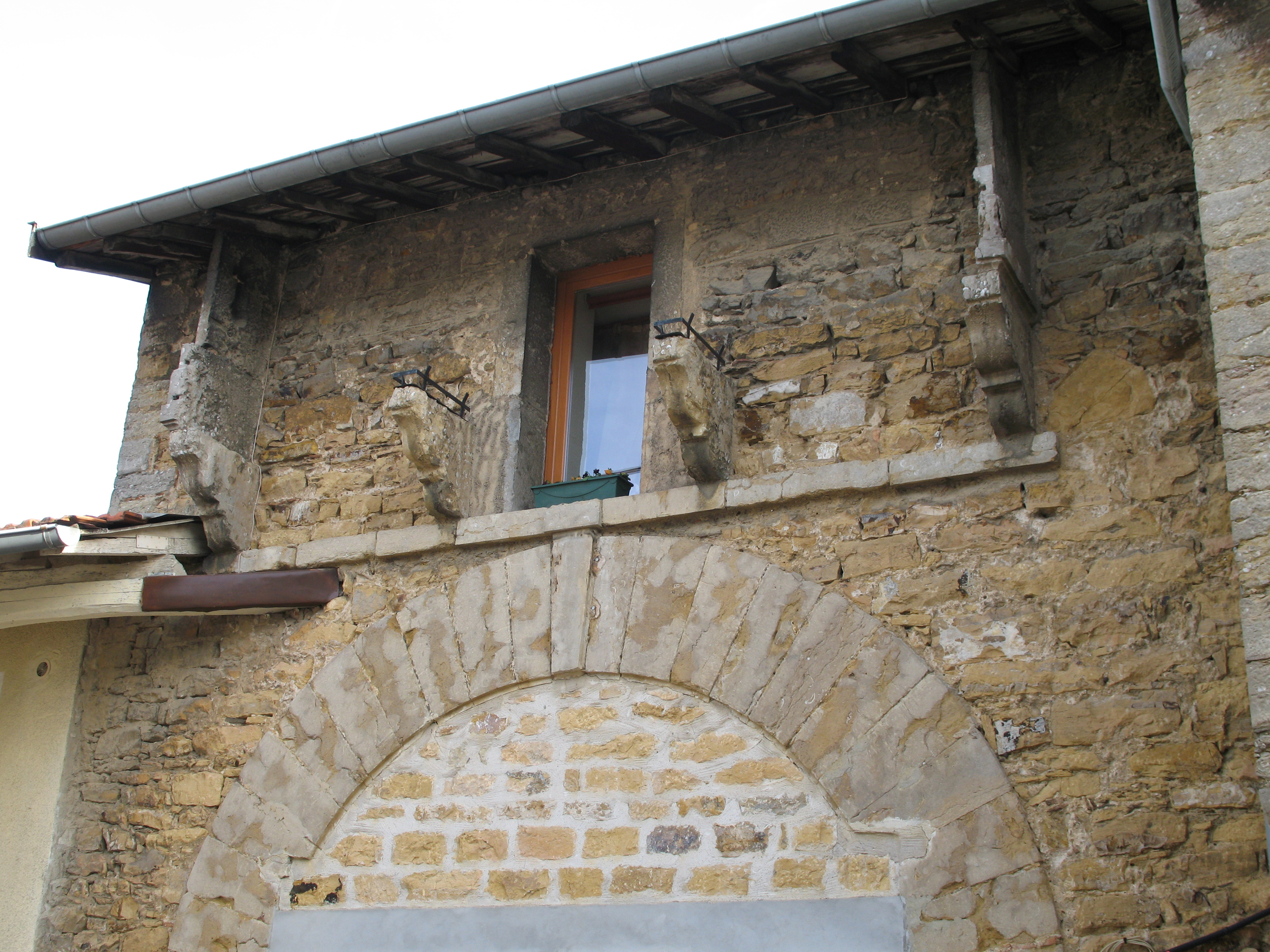
Maison forte.
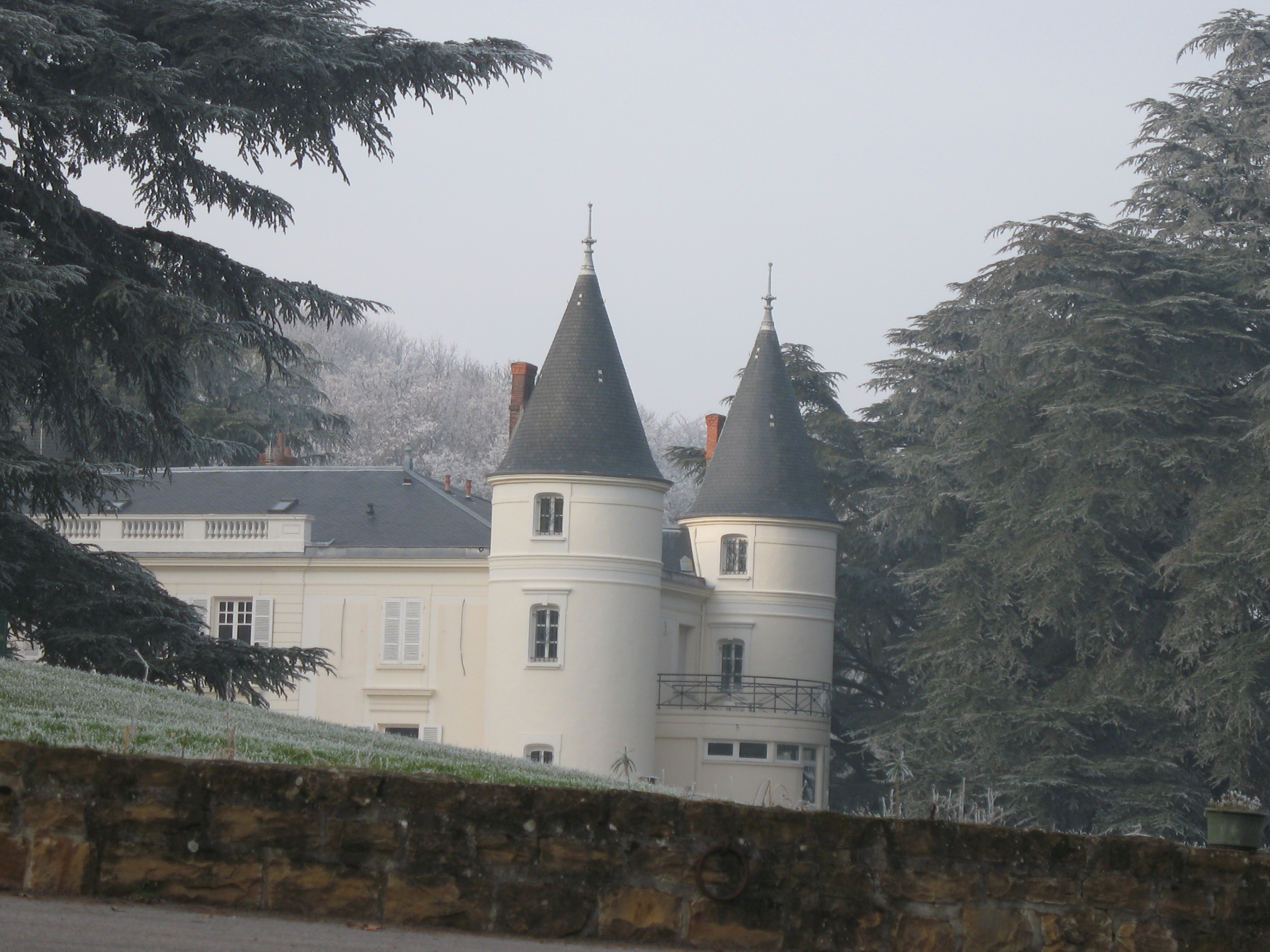
Tourvéon.
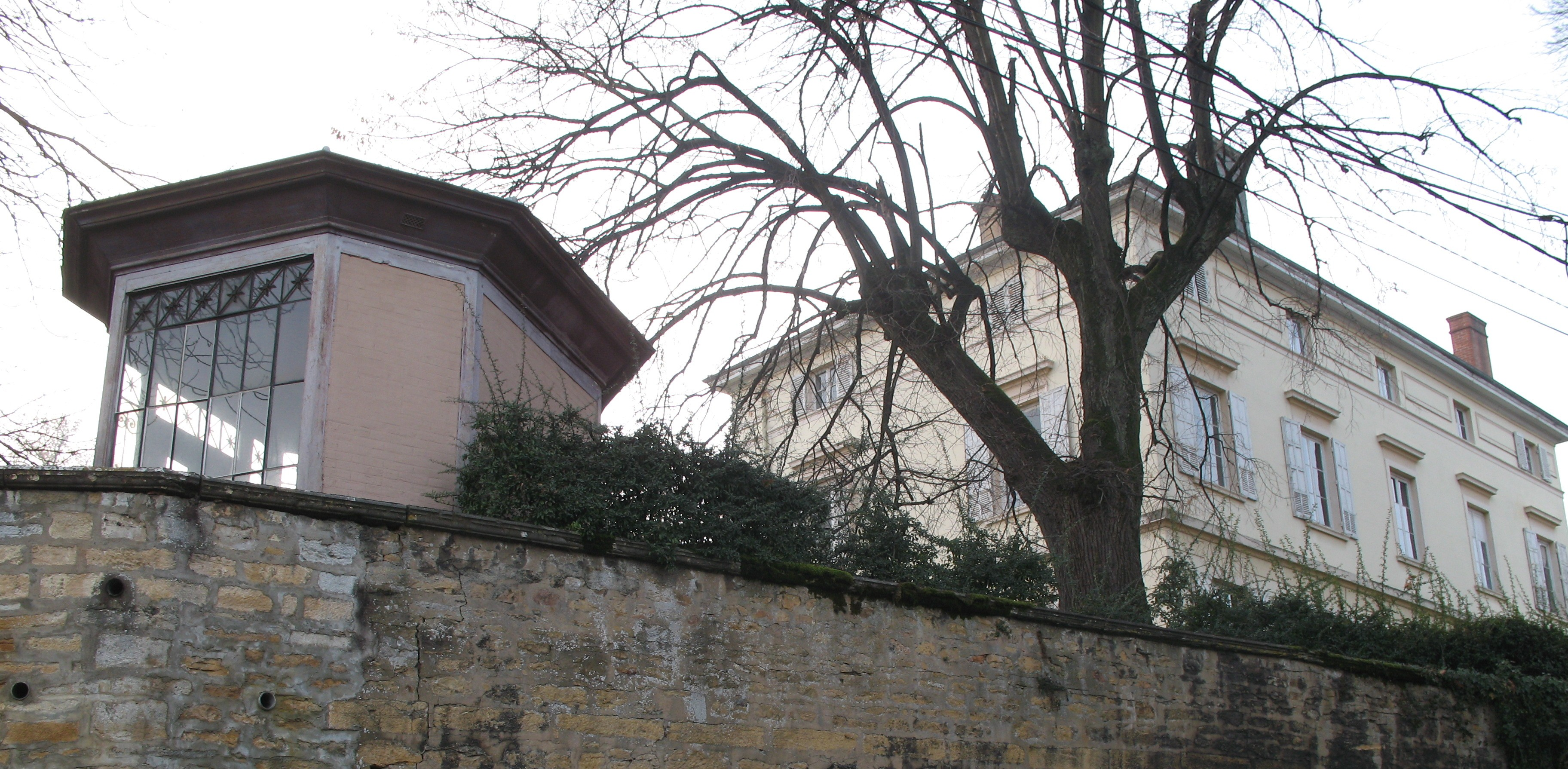
Maison bourgeoise.
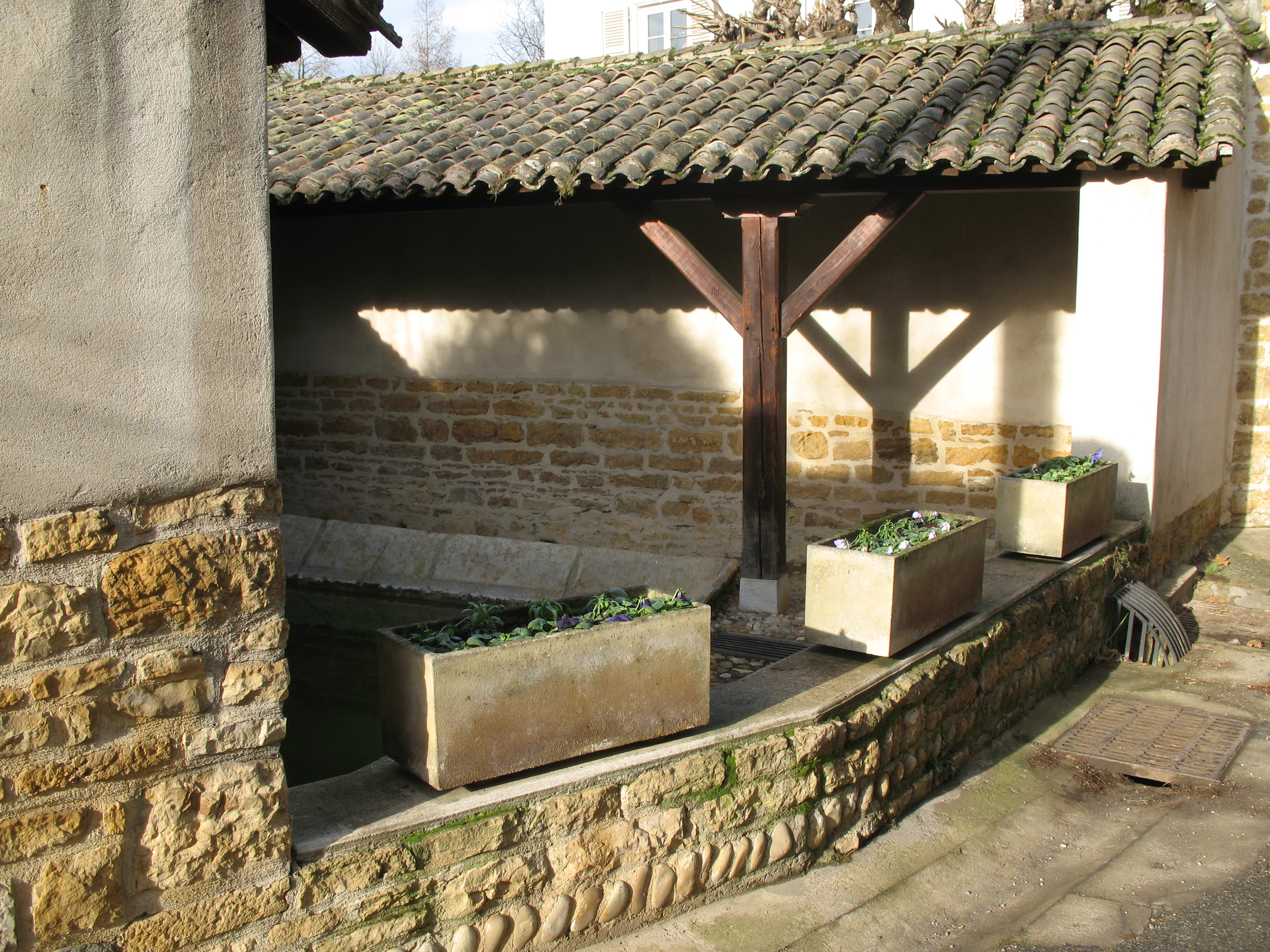
Lavoir de Chavannes.
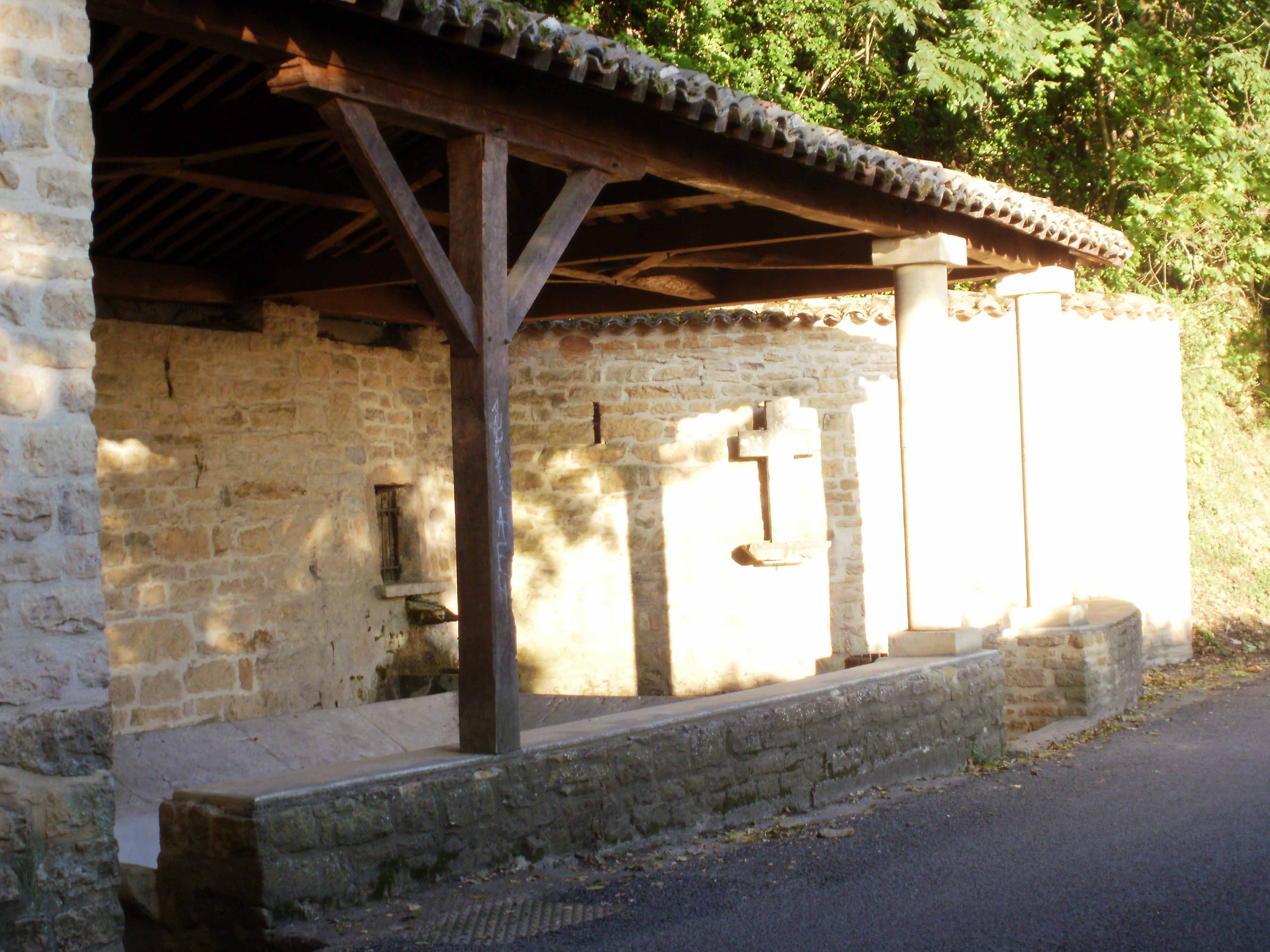
Lavoir de Braizieu.
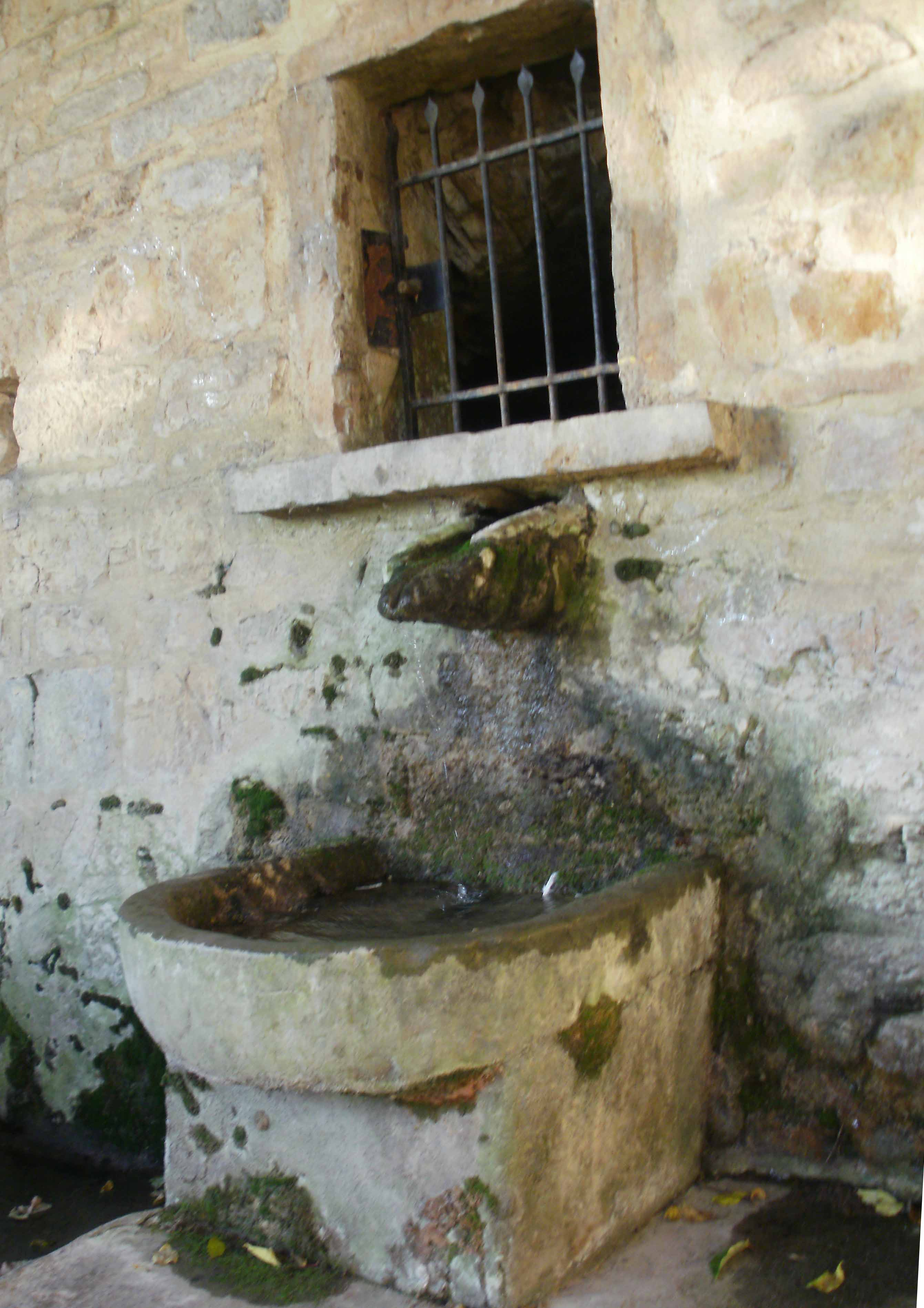
Fontaine miraculeuse qui guérirait toutes les maladies des yeux.

### Personnalités liées à la commune
- Paul Bocuse (1926-2018), grand chef cuisinier, né et mort à Collonges-au-Mont-d'Or. Il y est également inhumé.
- Aimé Lepercq (1889-1944), homme politique et résistant français, né à Collonges-au-Mont-d'Or.

## Cultes
- Catholique : appartenant au diocèse de Lyon, à l'archidiaconé du Rhône-Vert et au doyenné de Fontaines-sur-Saône, Collonges est rattachée à la paroisse Saint-Roch en Val de Saône qui regroupe huit communes. La messe est célébrée un dimanche sur deux en l'église de la commune. Un petit pèlerinage marial a lieu à l'église du Vieux Collonges le 15 août.
- Église adventiste du Septième jour : lieu de culte situé au 1, rue du Pont de Collonges.